# История на Италия
Векове наред Италия е географско понятие, регион, а не название на държава. Схващането за нейния обхват се променя, като непрекъснато се увеличава. През римската епоха Италия се нарича самият Апенински полуостров без Паданската низина. През Средновековието Италия е всичко на юг от Алпите, включително островите Сицилия, Сардиния и Корсика. Днес последният остров принадлежи на Франция. Междувременно италианските държави завладяват и контролират територии по бреговете на Средиземно море и в Африка. Единна държава Италия се появява едва през 1870 г., а през 1945 г. се установяват днешните ѝ граници.
Първите сведения за народи в Италия се отнасят за етруските, латините, самнитите, лигурите, умбрите и др. Гърците основават свои колонии. Когато през 753 г. пр. Хр. е основан град Рим, той възприема много от останалите обитатели на полуострова. Рим възниква като царство, през 509 г. се превръща в република, разпростира властта си далеч извън Италия и в края на І пр. Хр. става империя. Италия (сърцевината на тази империя) остава с особен статут, докато останалите земи са организирани като провинции. Тя представлява съюз от градове и племена, начело с Рим. През 91 – 88 г. пр. Хр. част от тях въстават и изискват равни права с римските граждани. Така Италия постига известна унификация.
През първите два века от новата ера Италия е център на средиземноморския свят. Тя се радва на голям за времето си икономически и културен напредък. Непознати са ѝ чуждите нашествия и гражданските войни. Това се променя през ІІІ век с кризата на войнишките императори, а в началото на ІV в. император Константин І измества столицата на изток, в Константинопол. Рим остава столица на Западната римска империя, която от началото на V в. се бори за оцеляване. Още през 410 г. на полуострова нахлуват вестготите, след това вандалите и други варварски народи. През 476 г. Одоакър ликвидира империята и създава свое кралство. Следват тежки и кървави времена – великото преселение на народите. През 493 г. остготите завладяват Италия, но по-късно са унищожени от Византия. През VІ век тук се настаняват лангобардите. През VІІІ век Италия е завладяна от франките на Карл Велики. Те създават Папската държава и оттогава папата в Рим става най-влиятелният първосвещеник в християнския свят.
През Средновековието Италия представлява сбор от държави и чужди владения и арена на тежки борби. Папите оспорват властта на германските императори, новите градове претендират за автономия. Французи, испанци, германци ламтят за богатствата на страната. Постепенно в Италия се оформя проспериращият север, където градове-републики като Венеция, Генуа, Флоренция, Милано и Сиена натрупват богатства, и изоставащият юг, който попада под властта на кралство Арагон. На север се появява и първото модерно културно явление – Ренесансът. Творци като Алигиери, Бокачо, Микеланджело, да Винчи, Рафаело задават тон в културата на цяла Европа.
Неслучайно в края на ХV век страната привлича нова вълна нашествия (т. нар. Италиански войни), които я опустошават. Започва епоха на застой и икономическа стагнация. Градовете-републики се превръщат в наследствени монархии. Генуа и Венеция постепенно изгубват отвъдморските си владения. През ХVІІІ век краят на Хабсбургска Испания довежда до пренареждане на политическата карта. Увеличава се влиянието на Австрия и Франция. С началото на Френските революционни войни започва нов период на чужда власт. Една след друга загиват малките италиански държави – за някои това е временно, но за други окончателно. Французите обаче носят значителни социални промени – отменя се крепостното право, утвърждават се гражданки и човешки права. Затова след края на Наполеон Бонапарт (който е бил обявен за крал на Италия) италианците не се примиряват със започналата реакция. ХІХ век е време на серия италиански революции, които донасят първите конституции и все по-често се говори за обединение на Италия.
Обединението е постигнато на няколко етапа от най-силната италианска държава: Пиемонт. През 1860 г. нейният крал Виктор Емануил ІІ става крал на Италия, а през 1870 г. то е завършено. Новата държава се приема за Велика сила, завладява колонии в Африка, но страда от вътрешни противоречия и слабост. Тя подкрепя Антантата през Първата световна война, но е разочарована от мирните договори, тъй като не получава голямо разширение. От този факт се ражда фашизмът – крайно авторитарно движение, което от 1922 г. е на власт. Неговият водач Мусолини е популярен и уважаван в Европа, но подкрепя Хитлер през Втората световна война. Това му коства властта – през 1943 г. режимът му рухва, а две години по-късно той е убит.
Възстановяването на Италия след войната се свързва с името на Алчиде Де Гаспери и се определя като икономическо чудо. Италия става съосновател на Европейския съюз и участва в НАТО. Вътрешните ѝ трудности обаче продължават – трудни мнозинства в парламента, често сменящи се правителства, корупция. Страната обаче си остава любима туристическа дестинация на милиони хора в света, голям селскостопански производител и производител на автомобили. В края на ХХ век партийната ѝ система рухва, започва период на нестабилност, усилен от финансовата криза от 2008 г. На власт се изреждат популисти и националисти, които хвърлят Италия в крайностите на икономическия и политически живот.

## Италия преди Рим

### Праисторически находки
Приема се, че първите хора са дошли на Апенинския полуостров преди около 850 000 години. Многобройни каменни артефакти от тяхното присъствие са открити през 1983 г. на хълма Монте Поджоло в Северните Апенини. Следи от неандерталци има край Рим и Верона (намерен е бебешки зъб), а в долината Вал Камоника в Алпите и до днес могат да се видят пещерни рисунки от преди 15 000 години. През 1991 г. на границата между Италия и Австрия е открита мумия на човек от 3300 г. пр. Хр. Йоци (както е известна мумията) е най-старото запазено тяло на човек в Европа. Днес е изложена в историческия музей в град Болцано, Северна Италия.
В следващите хилядолетия Италия става обект на серия нашествия от север. Новодошлите, за които трудно могат да се дадат подробности, оставят свои следи в долината на река По. Първата вълна създава т. нар. Ремеделска култура. Тя е от Медно-каменната епоха. През Бронзовата епоха в същия регион се оформя друга култура с името Терамар (ок. 1750 – 1150 г. пр. Хр.). Характерни за нея са наколните жилища и наторяването на земята. От ХІ до ІХ век в Италия се разпространява общоевропейската култура на погребалните урни (тук наричана Прото Виланова). Впоследствие тя се развива в културата Виланова, която е предшественик на културата на етруските.
Същевременно на остров Сардиния се развива Нурагическата цивилизация (ХVІІІ-ІІ в. пр. Хр.), за която са характерни големите отбранителни кули (нураги). Открити са 6500 нураги, част от които в добро състояние. Смята се, че те са се издигали над малки селища. Населението от тази цивилизация добива много олово и мед и става основен производител на сплави, включително бронз за цялото Средиземноморие. Вероятно сардинците са съставлявали част от т. нар. „морски народи“, които опустошават в края на ІІ хил. източните брегове на морето.

### Италийци, етруски и гърци
През първата половина на І хилядолетие Италия е населена с най-различни народи, между които няма етническа или културна близост. Все пак повечето са от групата на индоевропейските народи. Тук те се наричат италийци и се отличават с близост на езика. В тази група са латините, самнитите, оските, умбрите и др. Те населяват централната част на полуострова. Учените ги разделят на две части според езика. Латините изиграват главна роля за създаването на бъдещата римска държава.
Докато за италийците повечето факти изглеждат ясни, много въпроси будят другите народи. Лигурите в Северна Италия (главно около днешна Генуа) не са индоевропейци. В по-древни времена те населяват и обширни райони от Галия и Испания, но с нахлуването на келтите ареалът им се свива. Неясноти има и около произхода и езика на сиканите на остров Сицилия, както и за пелазгите. Смята се, че пелазгите са част от по-голяма общност, населявала също и Балканите и егейския свят. През VІ-V век в Северна Италия се появяват келтите (галите), без да е известно как става това. Оттогава те са доминиращия елемент в Паданската низина.
Най-блестяща цивилизация създават етруските, които населяват земите на запад от река Тибър, днешна Тоскана. Без да организират държава, те живеят в градове, 12 от които съставят политическа конфедерация. Произходът им е неизвестен, писмеността им е неразчетена. Оставят богато културно наследство – стенописи, статуи, гробници, в които отчетливо се вижда гръцкото влияние. Пример за това е статуята Аполон от Вейи. Строят предимно с тухли и дърво. В изобразителното изкуство се акцентира на забавленията в живота – музика, танци и пиршества. Вярват в отвъдния живот и създават цели полета с малки куполни гробници, в които поставят дарове за починалите. Първоначално кремират телата, а праха поставят в красиви урни, а по-късно ги погребват.
Значителна част от населението на Италия представляват гърците, дошли тук в процеса на колонизацията. След първата колония Куме (около 750 г. пр. Хр.) следват Неаполис, Посейдония, Сиракуза, Тарент и много други. Гърците строят храмове и театри, градовете им просперират. Те воюват с картагенците и етруските. По-късно римляните са толкова впечатлени от културните им постижения, че назовават южните части на страната си Магна Гърция (Magna Graecia). Гърците и етруските оказват голямо влияние върху римската държава.

## Господство на Рим

### Римска република
Според легендата бъдещият господар на Италия – Рим е основан от братята Ромул и Рем през 753 г. пр. Хр. В началото градът е малко царство, един от многото градове-държави на полуострова. Има седем легендарни царе, първият от които е Ромул. Обществото на най-ранния Рим е поделено на патриции (знатните семейства) и плебеи (обикновените хора). Патрициите са привилегированата класа: те контролират управлението и командват армията, съставят и Римския сенат. Цар Сервий Тулий изравнява всички римски поданици по права, което предизвиква реакцията на патрициите. През 509 г. пр. Хр. те прогонват царете, които при това са етруски и обявяват Рим за република.
В републиката основният принцип на управлението е споделената отговорност между управляващите (магистратите). Сенатът поема върховната власт, заедно с консулите, а по-късно – и с народните трибуни. Рим през републиканския период е агресивна държава и води непрекъснати войни. Първите конфликти са с близките латински и етруски градове, особено войната с град Вейи, продължила през по-голямата част от V в. Тежки и кръвопролитни са трите Самнитски войни (343 – 290 г.), след които Централна Италия се оказва под римска власт. Нееднократно, особено в последвалата война с епирския цар Пир, Рим търпи поражения. Наградата е покоряването на Южна Италия с богатите гръцки колонии, което става факт през 272 г. пр. Хр.
Все пак най-известните войни на римската република са Пуническите (264 – 146 г.) срещу африканския град-държава Картаген. В първата Рим покорява Сицилия, във втората армията му три пъти е унищожена от способния генерал Ханибал Барка, който престоява в Италия 15 години. Най-голямата победа на картагенците става битката при Кана през 216 г. В крайна сметка римляните изнасят войната от Италия и през 201 г. слагат край на картагенската мощ. През 146 г. Картаген е окончателно победен и разрушен. Това е епохата, в която Рим за първи път надхвърля границите на Италия и се разширява в Испания, Африка, на Балканите и в Мала Азия. Създадени са първите провинции. Италия остава неговата същина, сърцето на бъдещата огромна империя.
През І век пр. Хр. Италия става арена на гражданските войни на триумвиратите. Те започват, когато Гай Юлий Цезар пресича река Рубикон – границата на Италия (49 г.). Завършват с поражението на неговия дългогодишен съратник Марк Антоний в битката при Акциум. Победител е племенникът му Гай Октавий, известен като Октавиан. С победата на Октавиан републиката приключва и започва империята.

### Римска империя
Всъщност от времето на Октавиан Август Рим не става класическа монархия от типа на Египет или Персийската империя. Октавиан се счита за пръв сред равни и вярва, че властта му е дадена от народа, а не от Бог. Въпреки че наследниците му продължават да бъдат еднолични управници, визията за властта се запазва такава. В Рим се изреждат различни августи и династии – жестоки, разумни, вманиачени, гениални. Сенатът продължава да има роля в управлението, особено през ІІ век. Това е и най-славното време на Римската държава, когато тя се разпростира не само по бреговете на Средиземно море, но и в цяла Южна и Западна Европа. Градът Рим се разраства до мегаполис от световна величина, което се съпътства от обичайните проблеми с мръсотията, транспорта, престъпността, пожарите и канализацията. Там обаче са издигнати амфитеатри като Театърът на Флавиите (Колизеум), триумфални арки, терми (на Каракала), храмове (Пантеонът) и акведукти.
През ІІІ и ІV век мощната империя претърпява вътрешни сътресения, които неизменно засягат Италия. Епохата на Войнишките императори (235 – 284) прекършва силата ѝ, а когато Константин Велики премества столицата в Константинопол на изток (330 г.), Рим все пак запазва ключовото си значение. Той остава столица на Западната римска империя и цяла Италия е част от тази държава. Но тъкмо Западната империя страда тежко от започналите варварски нашествия по време на Великото преселение. През 410 г. вестготите на крал Аларих превземат и разграбват Рим. Събитието има огромен ефект. Нещо подобно се случва през 455 г., но тогава главни действащи лица са вандалите. Годината, в която Западната империя престава да съществува, е 476. Тогава германският вожд Одоакър детронира последния император Ромул Августул и създава върху руините свое кралство. Значението на Рим и Италия в тази епоха е решаващо – не е случайно, че именно събитията на този полуостров определят границата на две епохи: краят на Античността и началото на Средновековието.

## Средновековна Италия (476 – 1350)

### Остготи, византийци и лангобарди
Кралството на Одоакър не оцелява дълго. През 493 г. то е разбито от нахлуващите остготи, които действат като федерати на източноримския (византийския) император Зенон. Техният крал Теодорих Велики установява столицата си в Равена. Кралството се простира също така в Панония и Далмация. В това време трите големи италиански острова попадат под контрола на вандалите. Теодорих е живял дълго в Константинопол и се смята за римски управник на Италия. Остготите изповядват арианската ерес, но са малцинство, а старото латинско население свободно се самоуправлява според законите си и изповядва религията си. През 535 г. армиите на Юстиниян І, командвани от славния генерал Велизарий, сриват Остготското кралство и превземат Рим и Равена. Така започва Готската война. Остготите обаче се съвземат при управлението на Тотила и войната се затяга. Необходими са смяна на генерала (с Нарсес) и петнадесет години упорити военни действия, за да излезе Византия краен победител. Започва периодът на т.нар Византийска Италия, като успехът се възприема от византийците като възраждане на старата Римска империя.
Много скоро обаче нови варвари навлизат на полуострова – това са лангобардите, начело със своя крал Албоин. Между 560 и 568 г. по-голямата част от Италия пада под тяхна власт. Византийците задържат обаче контрола над Рим, а на север създават Равенския екзархат. Те удържат позициите си чак до VIII век, когато накрая Равена пад във властта на лангобардите. Няколко държави, сред които Венецианската република, избягват завладяването от страна на лангобардите или франките и поддържат номинална лоялност към Византия дори след приключването на византийското присъствие.
В тези условия на постоянна нестабилност все по-голямо значение придобива Римската църква, начело със своя първосвещеник (папата). Папите от този период са зависими от Византия и все още не могат да оспорват първенството на константинополския патриарх. Те трябва да се борят с ересите и все така живото езичество, което отнема цялата им енергия. От времето на Григорий Велики обаче започва постепенният им възход.
Лангобардското кралство оцелява до 774 г., когато е унищожено от франките.

### Италия под властта на франки, германци и араби
Притеснен от падането на Равена през 751 г., папата се обръща за помощ към франките. Пипин Къси разбива лангобардите и осигурява спокойна папска власт над Рим. По-късно той завзема Равенския екзархат и го подарява на папата – така се образува Папската държава, която просъществува до ХІХ век, а днес е възстановена под името Ватикан. Синът на Пипин – Карл Велики завладява северната и централната част на Италия и през 800 г. папата го коронова в базиликата „Св. Петър“ за нов римски император. Така той обосновава концепцията за двама императори и двама първосвещеници в християнския свят, насочена пряко срещу Византия. След смъртта на Карл Велики Франкската империя върви към разпад, формализиран чрез договорите във Вердюн (843) и Меерсен (870). Първоначално Италия попада в кралството на Лотар (внук на Карл Велики), после на Лудвиг ІІ (син на Лотар). От 840 г. формално се създава Кралство Италия, но то не просъществува дълго (до около 951 г.). Италия става част от създадената през 963 г. Свещена римска империя, чиито императори (предимно германци) я експлоатират безмилостно.
През ІХ и Х век страната се оказва разделена на два съвсем различни свята, тъй като южните части попадат под властта на арабите мюсюлмани. От 852 г. (с падането на Бари) започва завладяването на Апулия и Карабрия, от 902 г. – и на Сицилия. Последните византийци са изгонени от острова през 965 г. Създаден е Сицилианският емират, който обхваща и част от северна Африка. Властта на мюсюлманите носи културен и стопански просперитет и продължава около век. През 1071 г. тук нахлуват норманите на Робер Гискар, а последната арабска крепост пада двадесет години по-късно.

### Конфликтите на същинското средновековие
През ХІ век политическото разпокъсване в Италия е факт. Оформят се десетина малки феодални владения, между които Ломбардия, Тоскана, Верона, Сполето, Беневенто и Салерно. Техните владетели често спорят за фиктивната корона на краля на Италия. В действителност страната няма силите да се противопостави на външни нашествия. Най-значителният конфликт от тази епоха е борбата между папите и германските императори за надмощие (т. нар. Борба за инвеститура). Разделителният въпрос е могат ли светските владетели да назначават духовенството в своите страни или не. Император Хайнрих ІV се противопоставя на папа Григорий VІІ и е отлъчен от Църквата. За първи път тази санкция придобива толкова сериозна тежест, че императорът се принуждава да моли за прошка. През 1077 г. пред портите на североиталианския замък Каноса той стои бос на дъжда в продължение на три дни и все пак не получава опрощение. Борбата продължава с променлив успех през следващите десетилетия, докато през 1122 г. във Вормс папата и императорът подписват конкордат (съгласие), че светската и духовната власт ще се разпореждат в своята сфера на влияние.
Италия отново попада в интересите на германските императори при Фридрих І Барбароса (1152 – 1190). Той си поставя за цел да покори цялата страна: както Папската държава, така и североиталианските градове-републики с големите им богатства. Оформят се двете политически партии: Гвелфи и Гибелини, които поддържат съответно папата и императора. Междувременно сицилианският крал Роже ІІ обединява под властта си цяла южна Италия – той също става цел на агресивната политика на германците. През 1176 г. обаче обединените сили на папата и градовете нанасят поражение на Фридрих в битката при Леняно и той се принуждава да се оттегли. От 1198 до 1216 г., при папа Инокентий ІІІ, настъпва златното време на Римската църква. Отново, както през Античността, съдбините на Европа се ръководят от Вечния град. Папата поставя всички светски владетели под волята си. В ръцете му попадат огромни богатства. Този период не продължава дълго след смъртта на Инокентий. Само век по-късно папите трябва да напуснат Италия и да се установят във френския град Авиньон. Започва техният бавен упадък.
Променлива е съдбата и на южните части на Италия. В началото на ХІІІ в. властта в Сицилия е наследена от германската императорска династия Хоенщауфен, което предизвиква безпокойството на папата. Той се обръща за съдействие към френския принц (брат на Луи ІХ) Шарл I Анжуйски. През 1266 г. французите разбиват германската армия при Беневенто и слагат край на управлението на Хоенщауфен. Тяхната власт обаче също не продължава дълго. Възмутени от високите данъци, сицилианските барони се обръщат към арагонския крал Педро ІІІ, зет на последния хоенщауфеновски владетел. През 1282 г. избухва въстанието Сицилианска вечерня и Педро получава сицилианската корона. Неаполитанската област остава за Шарл Анжуйски. Двете части остават разделени до 1442 г., когато се събират под властта на Арагонската корона.

### Възход на градовете-републики
В Италия средновековните свободни градове се сдобиват с голяма сила и богатство. Става дума предимно за градове в северната част на страната като Милано, Верона, Падуа, Виченца, Модена, Мантуа, Венеция, Генуа, Сиена, Флоренция, Пиза и Перуджа. Те установяват републиканско управление (комуни) с избираеми управленски органи, но олигархическо по характер. Тъй като в Италия няма върховна власт, те сравнително лесно получават автономия и дори пълна независимост. Създават армии и упорито отстояват свободата си. С такава цел възниква и Ломбардската лига (1167), която воюва при Леняно. Основното препитание, независимо от местоположението, е търговията. Земята не е достатъчна, за да се разчита на селското стопанство. Известно е, че Флоренция през ХІV век произвежда храна, която стига само за пет месеца в годината за голямото ѝ население.
Търговските флотилии уверено плават до Константинопол, Бейрут и Александрия, а по-късно се свързват с Брюге, Антверпен и Копенхаген. Там те черпят с пълна сила от ресурсите на балтийския свят. Когато през 1204 г. рицарите от Четвъртия кръстоносен поход съкрушават Византия, настъпва истински разцвет на Италианския север. Венеция, републиката на Св. Марко, се възползва най-много от това. Тя слага ръка на Крит и много острови в Егейско море, създава мощна колония в Пера, срещу самия Константинопол. Към града потича река от източни богатства. Венеция обръща внимание на Далечния Изток, където праща рисковани мисии. Нейни търговци, сред които на първо място Марко Поло, достигат чак до Китай и Япония. Главен съперник на Венеция е Генуа – градът на предприятията. Наред с развитата си индустрия Генуа разчита на търговията и прави сериозни опити да се вмести във венецианската сфера на влияние. Благоприятно за нея е свършването на Латинската империя и възстановяването на Византия. В Кафа, на Кримския полуостров, генуезците създават главната си колония, от където контролират търговията в руските степи. Най-голям от всички градове остава Милано с население над 200 000 души през ХІІІ век. Той е и крупен производител на оръжия и вълнени платове. А що се отнася до Флоренция, тя успява да изгради най-добрата управленска система, създава най-силните банки и става кредитор на папи и императори.
По различно време, най-рано през ХІІІ век, републиките започват да се трансформират в сеньории – силни личности поемат властта и постепенно установяват свои династии. Някои не са засегнати от този процес (Венеция, Генуа, Сиена), докато други са класически примери: Висконти в Милано (от началото на ХІV в.), Гондзага в Мантуа (малко по-късно), Д'Есте във Ферара и Модена, Медичи във Флоренция (от 1434).

## Ренесансова Италия (1350 – 1700)

### Ренесанс
Най-значимото културно явление през средновековието – Ренесансът – започва в Италия и по-точно: във Флоренция. Това е опит за възраждане на античната култура и трезвия поглед към света. Успехите на италианците в областта на литературата, строителството, скулптурата, изобразителното изкуство и науките предизвикват възхищение и подражание в цяла Западна Европа. Ренесансовите дейци не приемат църковните ограничения в изкуството и живота, не желаят в техните творби да се изобразяват само Бог, Дева Мария и светците. Не се притесняват да показват човека в неговата естествена красота, нито от голотата на тялото. Порядките в техните свободни градове, които представляват отрицание на феодалния строй, ги вдъхновяват за свобода на въображението. Ренесансът е културният аспект на възхода на градовете-републики.
Приема се, че Ренесансът започва още със стиховете на Франческо Петрарка и забавната сатира на Джовани Бокачо в Декамерон. Връх на ренесансовата литература е Данте Алигиери с неговата Божествена комедия, която полага основите на съвременния италиански език. В областта на архитектурата се отбелязва избягване от строгия стил на досегашните катедрали и строежа на пищни дворци. Най-известната катедрала е Санта Мария дел Фиоре във Флоренция, построена от Арнолфо ди Камбио и украсена от редица художници. Дори папите са увлечени от новата мода и канят творците да рисуват в църквите в Рим. Тук най-значима си остава работата на Микеланджело и Ботичели в Сикстинската капела – личната църква на римските първосвещеници, в която Бог е изобразен по съвсем нов начин, силен и могъщ. Впечатляващи с изяществото и смелостта си са статуите на Микеланджело – Давид и Пиета, създадени на границата между ХV и ХVІ век. Главното при тях е реализмът, който оставя чувството, че героите са живи.
Не по-малко красиви са картините от епохата – Атинската школа на Рафаело, Мона Лиза и Тайната вечеря от Леонардо да Винчи, Раждането на Венера от Ботичели. Ренесансът дава тласък на науките с приноса на Галилео Галилей и Николо Макиавели. Това е съпътствано от появата на първите университети – в Болоня (1088), Падуа (1222), Неапол, Сиена, Рим. В началото те са предимно богословски училища, но постепенно стават истински центрове на науката.

### Италиански войни
В края на ХV век богатата Италия става жертва на агресивните планове на своите съседи. На първо място това е Франция, излязла успешно от Стогодишната война и набираща все повече сила. Нейният крал Шарл VІІІ поставя претенциите си за Неапол (преди това под властта на французи) и през 1494 г. нахлува с армията си на юг. Походът му е осуетен от съюза между Венеция, Милано и император Максимилиан І, който го принуждава да се върне. Пет години по-късно Луи ХІІ подновява нападението, но е по-добре подготвен. Срещу обещания за териториални отстъпки той привлича на своя страна Венеция и папа Александър VІ и окупира Генуезката република и Милано. Той убеждава и Испания да го подкрепи, така че с лекота покорява Неапол. През 1503 г. обаче французи и испанци влизат във война за Неапол, испанците надделяват и Фернандо ІІ Арагонски е коронясан за крал на южните италиански кралства.
Междувременно синът на папата, Чезаре Борджия, използва възможността да покори всички части от папската област, които не се подчиняват – местни аристократи, градове, претендиращи за автономия. Този талантлив военачалник, станал прототип на Владетелят от Макиавели, изгубва цялото си могъщество след смъртта на баща му през 1503 и идването на новия папа Юлий ІІ.
През 1508 г. Юлий ІІ се обединява с Франция и империята в т. нар. Камбрийска лига, която едва не унищожава Венецианската република. Активните военни действия продължават по времето на Франсоа І и Карл V. Особено известна е битката при Павия през 1525 г., в която Франсоа е победен и заловен. За да се откупи, той се отказва от всичките френски претенции в Италия. Още през същата година обаче армията му отново нахлува в Ломбардия, подкрепена от Венеция, новия папа и Милано. В тези времена става ясно, че италианските държави не могат сами да се отърсят от чуждото влияние. Те подкрепят ту Франция, ту Испания и империята, а Италия е полето, където тези сили се сражават. Непрекъснатото движение на чужди армии разорява или поне отслабва част от италианските държави. Най-тежко на италианците се отразява разграбването на Рим от германските войници на 4 май 1527 г. – нещо, което не е случвало от векове. Военните действия продължават по същия начин и през 30-те и 40-те години с единствен резултат – още по-голямото отслабване на Италия.

### Упадък през ХVІІ век
Към средата на ХVІ век на Апенинския полуостров се установява равновесие под хегемонията на Испания. Докато тя изживява своето могъщество при Фелипе ІІ, италианските държави не изпитват недоволство от положението. Генуа уверено печели от своите банки, Медичите се утвърждават в Тоскана, папата успява да организира победата при Лепанто. В края на века ситуацията се променя и Франция при Анри ІV отново заявява присъствието си на сцената. Някои италиански владетели бързо се ориентират към нея – Медичите дават своя принцеса за негова втора жена, Савоя сключва съюзен договор с него. Докато Генуа остава происпански настроена, Венеция се оказва най-отявлен враг на Хабсбургите, защото се чувства заплашена от техните пирати в Адриатическо море. От Милано – единствено испанско владение в северна Италия Фелипе ІІІ се опитва да я постави под контрол, но без успех.
С началото на Тридесетгодишната война натискът на Испания отново се увеличава, но в крайна сметка тя търпи поражение. Вестфалският договор не намалява присъствието ѝ в Италия като територии, но то се свива като усещане. Италианските държави вече не чувстват закрилата на мощната монархия отпреди век. Във владенията избухва открито недоволство: неаполитанското въстание (1647 – 1648), причинено от нарастващите данъци, последвано от въстание в Сицилия, започнало от Катания. През втората половина на века в италианските дела все по-осезаемо се намесва набиращият сила Луи ХІV. Приемайки италианските владения на Испания като най-уязвими и показвайки приемственост спрямо времето на Франсоа І, той иска Неапол и Сицилия съгласно разделителния договор от 1668 г., намесва се в Месинското въстание през 1674 г. и заповядва на флота си да бомбардира Генуа през 1684.
Политическият упадък е съпроводен от стопански срив: драматично намаляване на производството (на вълна във Венеция, на коприна в Калабрия) и търговията. През ХVІІ век товарите в пристанището на Генуа намаляват три пъти. Фатално се отразява проникването на португалците и холандците в Азия, които отнемат търговията с подправки. Една от последиците е намаляването на населението и разпространение на бедността, друга – колапс на банковото дело и изчерпване на капиталите. В стопанско отношение през тази епоха Италия е жалка картина.

## Епоха на промени (1700 – 1848)

### Териториални промени: възходът на Савоя
След края на Хабсбургската династия в Испания (1700) за Италия започва нова епоха. Изглежда, че подемът в Испания, който започва с идването на Бурбоните (крал Фелипе V, внук на Луи ХІV), се отразява в техните италиански владения, а оттам на целия Апенински полуостров. В началото обаче избухва Войната за испанското наследство. Тя твърде слабо засяга Италия, тъй като френските армии бързо са изтласкани от Ломбардия, а южните кралства са завзети от австрийците. Оттам нататък военните действия се концентрират в Германия и Нидерландия, но мирните договори от Утрехт и Ращат предизвикват сериозни териториални размествания. На първо място, цялото испанско присъствие в Италия приключва – Австрия взема Неапол, Сардиния и Милано, което означава, че те остават под властта на Хабсбургите. Другата държава, която придобива нови земи, е Савойското херцогство – за неговия владетел Виктор Амадей ІІ остава богатата Сицилия. Така той се издига до крал и придобива съвсем друга тежест в международните дела.
Тази ситуация не задоволява нито Испания, нито Австрия, които не са прекратили войната помежду си. През 1717 г. испанците нападат Сардиния и Сицилия и постигат сериозни успехи (виж Война на четворния съюз), но в крайна сметка са принудени да се оттеглят. Съгласно мирния договор от 1720 г. Австрия и Савоя си разменят островите: австрийците получават Сицилия, а савойците – Сардиния, вече превърната в кралство. През следващите войни (за Полското наследство, за Австрийското наследство) Испания неизменно атакува австрийските владения и постепенно си връща властта върху тях. Всъщност те стават владение на синовете на Фелипе V. През 1734 г. дон Карлос побеждава австрийците при Битонто и се обявява за крал на Неапол и Сицилия. През 1748 г. дон Фелипе е признат за херцог на Парма и Пиаченца, части от някогашното Миланско херцогство. Савоя също получава милански земи. Бавно и упорито тя се налага като първостепенна сила в Италия.
Още една важна промяна настъпва – когато през 1737 г. умира последният херцог на Тоскана (Флоренция) от рода на Медичите, областта преминава към Франц І, съпруг на Мария Терезия. По-късно тя става владетелка на Австрия, а той – свещен римски император. Така, по династичен начин, тази важна и богата земя става част от Австрийската монархия.

### Италия и Просвещението
„Просвещение“ историците наричат възхода на науките и политическата мисъл през ХVІІІ век. То е свързано най-вече с Франция и макар че Италия не остава извън общите процеси, за разлика от Ренесанса, сега тя не е водеща в Европа. Всеобщият подем на промишлеността, селското стопанство и търговията съживяват и изостаналата италианска икономика. Тук голяма роля имат австрийците по времето на Мария Терезия – известен просветен монарх. По нейно настояване е построен път от Виена през Алпите (прохода Бернар), през Милано, Апенините до Флоренция.
Съживяването на Северна Италия, което идва като последица от това, вдъхновява и останалите държави да строят пътища и канали. Създадени са и т. нар. свободни пристанища (Триест, Ливорно, Анкона, Месина), в които акостиращите кораби бързо се увеличават. Забелязва се обаче тенденция, която предопределя духа дори на съвременна Италия – намаляване на градското население за сметка на селското. Старите ренесансови промишлени центрове остават в историята, сега Италия е производител предимно на земеделски стоки – вино, плодове, коприна, жито и зехтин. Друга особеност е промяната на равновесието. През ХVІІІ век Венеция, Генуа, Милано и Рим вече не са водещите градове в страната. По-интезивен е напредъкът на тези държави, които прилагат принципите на просветения абсолютизъм – Неапол, Тоскана и Савоя.
През епохата на Просвещението Италия няма толкова известни учени и мислители както другите европейски държави. Тя по-скоро попива идеите, които се раждат във Франция, Германия и Австрия. Така например огромната Енциклопедия на Дидро и д'Аламбер е преведена много скоро на италиански език и издадена на два пъти. Същото се случва с трудовете на Русо. Същевременно театралното изкуство преживява разцвет. Тъкмо сега са създадени Миланската Скала и венецианският Театър „Фениче“. Навлизат новите модерни науки – икономика, агрономия, обществознание. В тях се изявяват учени като Чезаре Бекария и Пиетро Вери. Появяват се и първите (след Джорджо Вазари) професионални исторически трудове: на Лудовико Мутамори, Луиджи Ланци и други.

### Епоха на Френската революция
Основна статия: Революционни войни
Френската революция има голямо влияние в Италия. Нейните успехи запалват сърцата на младите и провокират серия заговори и бунтове срещу властта на австрийците и Бурбоните. В края на ХVІІІ век периодът на мир и просперитет в Италия приключва. През 1796 г. френската революционна армия, командвана от младия и талантлив генерал Бонапарт, нахлува в Ломбардия, за да прогони австрийците. Самият той е италианец по произход, родом от Аячо на остров Корсика. В Милано армията му е приета като освободителка не само заради края на австрийския контрол, но и защото носи със себе си идеите за свобода и равенство. Французите бързо поставят под властта си северна Италия, отменят феодалните порядки, въвеждат по-демократични закони и дори създават свои дъщерни републики. Първата от тях е Цизалпийската република с център Милано, последвана от Лигурската около Генуа и накрая Римската. За кратко съществува Неаполитанската република, тъй като Неапол поддържа антифренската Първа коалиция и бързо е отвоюван обратно. На пръв поглед с тези републики Бонапарт дарява свобода на италианците, но в същото време той налага високи контрибуции, за да продължи войната. Това довежда до антифренски настроения и улеснява австрийската контраатака.
След злополучния египетски поход, през 1800 г. Наполеон Бонапарт се завръща в Италия, където печели голямата победа при Маренго. Австрийците отново напускат. През 1802 г. той обединява остатъците от дъщерните републики в новата Италианска република и става неин президент. Когато през 1804 г. се обявява за император на Франция, той трансформира републиката в свое кралство. С това показва, че за него Италия е най-важната територия в Европа. Сега под властта му са също Венеция и Далмация, а по-късно и Тоскана и Неапол. Последният става владение на неговия маршал и зет Жоашен Мюра. През 1809 г. Наполеон завзема Рим и изпраща папата на заточение във Франция. Така се стига до положение, при което един човек се разпорежда със съдбата на цяла Италия – обединение колкото неочаквано, толкова и нежелано.
Но съдбата на френския император продължава да е свързана с Италия. Когато настъпва поражението му през 1814 г., той е изпратен тъкмо на италианския остров Елба. Година по-късно се връща във Франция, възстановява властта си и опитва през своите „Сто дни“ да поднови войната. Мюра му оказва съдействие и призовава италианския народ да се бие на негова страна, но без успех. И двамата са победени и борбата им приключва.
Конгресът на победителите във Виена за пореден път преначертава картата на Италия. Старите републики Венеция и Генуа са унищожени, като Австрия получава първата, а Савоя-Сардиния – втората. Неапол и Сицилия официално са съединени в Кралството на Двете Сицилии. То остава под властта на Бурбоните. В средата австрийската Тоскана, Парма, Модена и папските земи са възстановени без изменения. Италия пак се оказва разделена и със силно чуждо присъствие, но сега вече събудената нация не е готова да се примири с това.

### Реакция и нови революции
Една възстановена черта на италианската действителност са митническите бариери, които се срещат твърде често. Те не са само между държавите, но и вътре в тях – между отделните им части. В Пиемонтско-Сардинското кралство например Савоя е отделена от Пиемонт, а той – от новите земи на Лигурия. Всички те са отделени с митници от Сардиния. Подобен анахронизъм възмущава много населението и постепенно се премахва, но за единен пазар в цяла Италия не може и да става дума. Друга особеност на реставрацията е отмяната на наложените наполеонови кодекси, които са гарантирали известно равенство и зачитане на гражданските права. Дори ръководителите на правителствата разбират, че те трябва да се заменят с нещо подобно и се стремят да запазят либералния дух. Все пак се трупа социално напрежение, което избухва, щом става известно, че в Испания е започнала революция и кралят е приел конституция. През юли 1820 г. в неаполитанската армия (още вярна на Мюра) започва брожение, преминало в бунт, крал Фернандо І се съгласява да въведе испанската конституция, но бунтовниците са така разделени, че всичко постигнато е отменено. Те са последвани от бунт в Алесандрия (в Пиемонт), където недоволните искат създаване на италианско кралство за сметка на австрийските владения. В големите градове възниква тайната мрежа на карбонарите – заговорници, желаещи да променят „нещастната съдба“ на страната си.
Нова вълна на недоволство избухва под влияние на Юлската революция в Париж през 1830 г. Бунтовете започват от Болоня, продължават в Модена, Марке и Умбрия. Въстаниците създават временни правителства и свалят монарсите, но Австрия се намесва да възстанови реда. Новият френски крал Луи-Филип не се намесва, все още несигурен на престола. В търсене на пътища за премахване на австрийското влияние, редица мислители обвързват съдбата на Италия с Източния въпрос, в смисъл, че Австрия може да компенсира загубите си в Италия чрез придобивки на Балканите. Същевременно все повече погледи се насочват към Пиемонт с надеждата, че неговите крале ще поведат борбата срещу Австрия. Това е убеждение дори на бащата на италианската революция Джузепе Мацини. Разочарован от карбонарите, на които е бил член, Мацини създава в Марсилия нова революционна организация – Млада Италия. Основната ѝ цел е обединение на Италия като република, в която суверенитетът е в ръцете на нацията.
През 1846 – 1847 г. слабата реколта предизвиква социално недоволство в цяла Италия. През следващите две години тя прераства в истински революции, които помитат Европа. „Пролетта на народите“ обхваща много държави, но началото ѝ е поставено в Италия и по-точно в Палермо. С искания за либерални реформи сицилианците принуждават краля да приеме конституция подобна на френската от 1830 г. Примерът е последван в Тоскана, Пиемонт и дори Рим. През март Милано и Венеция въстават против австрийците и се освобождават. Пиемонтската армия им се притичва на помощ с надеждата да се стигне до обединение. Между пиемонтците и Карло Катанео – водач на въстаниците в Милано, възникват противоречия. След първите успехи на италианците австрийският генерал Радецки печели победата при Кустоца (юли 1848) и ги принуждава към мир. Така пиемонтският крал се дискредитира в очите на патриотите. През ноември въстание избухва и в Рим. Папа Пий ІХ напуска и земите му са обявени за Римска република. Там отива Мацини, който поема управлението, но французите се намесват, за да успокоят ситуацията. Те нахлуват в Рим, отбраняван от Джузепе Гарибалди, и връщат папата. С това революциите приключват и на пръв поглед ситуацията отново изглежда възстановена.

## Обединена Италия (1848 – 1918)

### Рисорджименто
Борбата за обединение на Италия (Рисорджименто) започва още в началото на ХІХ век, а войната от 1848 г. е първият сериозен опит за постигането на целта. Впоследствие Пиемонт се оказва единствената италианска сила, на която се разчита за завършване на борбата. Там либерализмът вече тържествува, а стопанското развитие е най-силно. Министър-председателят Камило Бенсо Кавур приема, че неговата страна е твърде малка, за да се противопостави на австрийците, затова търси външна помощ. Срещу тази политика са революционерите като Мацини, които са за самостоятелни действия на целия италиански народ. Мнението на Кавур тежи повече и през 1858 г. той подписва съюз с Наполеон ІІІ – френският император обещава да прогони австрийците, ако в замяна получи Ница и Савоя. Наполеон има свои планове да създаде в северна Италия зависима държава, да запази земите на папата, а в Неапол да постави свое протеже.
През април 1859 г. френско-пиемонтските войски нападат австрийските владения в Ломбардия и Венеция и побеждават австрийците при Маджента и Солферино. Вълната на патриотичен ентусиазъм е огромна. Въстания обхващат Папската държава, Тоскана и Модена. Перспективата за бързо обединение на Италия стряска французите и те тайно се споразумяват с австрийците за мир. Австрия отстъпва Ломбардия на Наполеон ІІІ, който я заменя за обещаните Савоя и Ница. Първоначално Кавур решава да спре войната, но продължаващата борба на народа променя мнението му. Той вижда, че възможностите са по-големи от очакваните. В цяла централна Италия въстаниците признават присъединяването си към Пиемонт. Само югът остава безучастен.
През април 1860 г. и това се променя. В Сицилия Мацини и сподвижниците му повдигат народа на въстание. От Генуа два кораба с хиляда доброволци са поведени от Гарибалди на помощ. Прочутият „поход на хилядата“ постига пълен успех: армиите на неаполитанския крал са победени при Каталафими и властта му рухва. Скоро около Гарибалди се събират над 16 хил. души. Те влизат тържествено в Неапол и цяла Южна Италия и освободена. Смелата авантюра обаче застрашава интересите на Пиемонтското кралство. Кавур преценява, че Гарибалди с републиканските си убеждения е станал опасен и го принуждава да му се подчини. В Неаполитанското кралство се провежда допитване, в което мнозинството се изказва за присъединяване към Пиемонт. Така пиемонтският крал Виктор Емануил ІІ става крал на почти цяла Италия (без Венеция и Рим), като дарява поданиците си с нова, либерална конституция.
Рисорджименто продължава и в следващите години. През 1866 г., когато Австрия губи от Прусия, Пиемонт получава Венеция, в качеството си на пруски съюзник. Кавур изпраща Гарибалди с доброволни отряди да превземе Рим, но той е защитаван от френски гарнизон. Когато Франция търпи поражение във Френско-пруската война и Наполеон ІІІ абдикира, французите се оттеглят. В Рим избухва въстание, италианската армия влиза в града и го обявява за столица на новата държава. Папата се оттегля в своя дворец във Ватикана, оставайки без земи и политическа власт.

### Кралство Италия след 1870 г.
Когато Италия се ражда като единна държава, тя приема държавното устройство на Пиемонтско-Сардинското кралство и конституцията от 1848 г. Според нея държавата е конституционна монархия, кралят има ограничена, но все пак значителна власт. Той е главнокомандващ, назначава правителството и съдиите. Парламентът е двукамарен и горната камара (сенатът) се попълва с участието на краля. Долната се състои от избираеми депутати, но право на глас (поради възрастов, образователен и имуществен ценз) имат само 2% от поданиците – 530 000 души от 27 милиона. Италия става унитарна държава, без автономия за бившите осем държавици.
Първите задачи, които си поставят италианските правителства, са премахването на всички вътрешни митници, уеднаквяване на монетната система, развиване на железопътната мрежа. Това не може да преодолее икономическите разлики между индустриалния север и изостаналия земеделски юг. В действителност разликата се задълбочава от увеличената конкуренция, което предизвиква големи вълни на емиграция към САЩ и други американски държави. Само от 1886 до 1890 г. страната е напусната от над 1 млн. души, докато за целия период 1871 – 1901 г. те надхвърлят 4 млн. Друг проблем са отношенията с папата – от една страна, той се радва на голямо уважение, а католическата религия е обявена за единствена; от друга страна иска обратно земите си, които Италия няма как да му върне. През 1874 г. изборите са спечелени от левицата (последователите на Мацини и Гарибалди) и министър-председател става Агостино Депретис. Неговото правителство увеличава броя на избирателите над три пъти и въвежда протекционизъм. Управлението на левицата продължава до края на века и достига апогей при правителството на Франческо Криспи (1887 – 91; 1893 – 96). Това е времето на появата на работническото движение, повлияно от крайни мислители като Михаил Бакунин и Карл Маркс. През 1892 г. е създадена Социалистическата партия, ръководена от Филипо Турати.
През този период Италия се опитва да води активна външна политика. Нейни главни съперници се оказват страните, които от векове спорят за надмощие на нейна земя – Франция и Австро-Унгария. С тях Италия има териториални спорове и проблеми в колониалните амбиции. Голямото желание на политиците в Рим е да завземат Тунис както някога го е направил древен Рим. Франция обаче ги изпреварва и Италия се ориентира към съюз с Германия, за да ѝ противостои. За целта тя трябва да преглътне омразата си към стария угнетител – австрийците. През 1882 г. трите страни сключват Тройния съюз, който става основа на бъдещите Централни сили. Колониалната експанзия започва с присъединяването на Сомалия и Еритрея през 1890 г. и с налагането на „съюзен договор“ на Етиопия. Италия опитва да засили натиска срещу нейния крал Менелик, но търпи унизително поражение при Адуа (март 1896) и е принудена да признае независимостта на страната.

### Началото на ХХ век
След 1896 г. в Италия започва бърз стопански растеж, особено в производството на храни, добива на руда, производството на автомобили. Световна известност придобиват фирмите Едисон, Фиат, Ансалдо, Илва. В Северна Италия се оформят крупни промишлени центрове (Милано, Торино, Генуа) и селяните започват да се преселват в градовете. Това не се случва на юг, където бедността нараства, а също и емиграцията. Социалните размирици в края на ХІХ век карат някои политици да преминат към по-либерален курс. Най-виден от тях е Джовани Джолити. Като последовател на Кавур той е свободен от религиозни предразсъдъци. През 1900 г. при атентат е убит кралят Умберто І, на власт идва Виктор Емануил ІІІ. Скоро след това Джолити става вътрешен министър, а от 1903 до 1914 г. с прекъсвания води три правителства. Той въвежда първото трудово законодателство, понижава някои данъци, търси обществена работа за безработните и кани Турати в кабинета (той отказва). Към края на управлението си се оказва притиснат от консервативната десница и от все по-силната Социалистическа партия.
Външната политика на Джолити води до охладняване на отношенията с Германия и Австро-Унгария, особено след анексията на Босна и Херцеговина през 1908 г. Владетелите на Англия и Русия посещават Рим, вижда се сближаване и с Франция. Така се подготвя преминаването на Италия в лагера на Антантата. Най-сериозната авантюра от тази епоха е Италианско-турската война (1911 – 1912) за контрол над Либия. С благосклонното отношение на Франция и Русия италианците успяват да завземат крайбрежните градове и Додеканезките острови и в края на 1912 г. Османската империя признава загубата на Либия.
Началото на Първата световна война през лятото на 1914 г. заварва Италия с множество нерешени проблеми и на кръстопът между двата воюващи блока. Италия обявява неутралитет, но въпреки че тази политика се одобрява от народа, правителството на Антонио Саландра иска да се включи, за да постигне териториални придобивки. През пролетта на 1915 г. Италия избира да подкрепи Антантата и да се бие с австрийците. Обещани са ѝ Тренто и Триест, както и протекторат над Албания, а Англия осигурява субсидии на бедната държава (Лондонски договор). Само социалистите се обявяват против решението. Един от тях – Бенито Мусолини се противопоставя на партията си, напуска я и тръгва по свой път към властта. Италия влиза във войната с армия от 875 хил. души, но зле командвани и екипирани. Фронтът се оформя по река Изонцо, където италианците печелят първата битка, но не осъществяват голям напредък. Не отнемат много от австрийските войски и по този начин не облекчават достатъчно съюзниците си в Антантата. През 1916 г. превземат град Гориция, но на следващата година, освободената от руския фронт, австрийската армия извършва пробив при Капорето и слиза в равнината на Венеция. Спряна е едва при река Пиаве, където италианците се бият до края. Италия дава общо 600 000 жертви във войната.
Трите мъчителни години война се отразяват тежко на Италия. Тя е в остра финансова криза, обезкървена и обезверена. Управлението е станало авторитарно, с превес на изпълнителната власт. На Парижката мирна конференция страната не успява да се докаже като велика сила. Сенжерменският договор ѝ дава Южен Тирол, Триест, Истрия и Задар – много по-малко от желанията ѝ. „Проиграната победа“ – така поетът Габриеле д’Анунцио описва всеобщото разочарование. Именно от него ще произлезе новото явление на следвоенния период – фашизмът.

## Съвременна Италия

### Мусолини и фашизмът
Основна статия: Фашизъм
Бенито Мусолини (1883 – 1945) започва политическата си кариера като социалист и става дори редактор на партийния вестник Аванти. След скъсването със Социалистическата партия през 1915 г. издига тезата, че социалната революция ще настъпи с победа, а не (като при Ленин) с поражение. През 1919 г. основава своя вестник Пополо д'Италия и свое политическо движение – Фашо ди комбатименто (група за борба). Идеите на Мусолини остават близки до социализма, но в тях се вплита известна доза национализъм. През същата година изборите за първи път са спечелени от социалистите, а Мусолини търпи провал дори в родния град на фашизма Милано. Тази победа и последвалата грандиозна стачка предопределят бъдещите му успехи, тъй като индустриалците са стреснати не на шега и търсят политик, който да спре възхода на социализма. Мусолини изглежда подходящ, тъй като разполага с въоръжени отряди (скуадри), готови да се бият по улиците. През 1921 г. начело на държавата отново застава Джолити. Той провежда избори, в които за първи път 30 фашисти влизат в парламента. Вдъхновеният Мусолини успява да обедини около себе си и други фаши и създава Националната фашистка партия.
През 1922 г. фашистите започват серия незаконни действия, допуснати твърде толерантно от управляващите. Те завземат градовете на Северна Италия, като започват от Ферара. Постепенно стават толкова силни, че Мусолини обявява Похода към Рим. На 29 октомври, когато фашистките отряди достигат до столицата, кралят назначава Мусолини за премиер. Това е удивителен факт, защото новият шеф на правителството има подкрепата на не повече от 15% от населението. Но Мусолини се оказва опитен политик. Той убеждава парламента да му даде извънредни пълномощия за една година, а чрез уличен терор отслабва социалистите и комунистите. Спечелва подкрепата и на папа Пий ХІ. Така НФП бързо се разраства. През 1924 г. са обявени нови избори, в които най-силната партия може да получи 2/3 от гласовете. С аргумента, че така ще се преодолее хроничната политическа криза Мусолини си осигурява удобно мнозинство и може да пристъпи към въвеждането на авторитарен режим. Временно забавена заради „кризата Матеоти“, която едва не му коства кариерата, откритата диктатура е обявена през 1926 г.
Поради особеностите на характера си Мусолини не въвежда тоталитарен, а суров авторитарен режим. Тоталитарна черта е еднопартийното управление, но ролята на партията намалява за сметка на лидера. Символиката (римския поздрав, названието „дуче“, тоест лидер) също е тоталитарна. От друга страна няма масов терор (например концлагери), нито агресивна външна политика. Мусолини не се стреми да завладее света, а да управлява колкото се може по-дълго и да бъде обичан от народа. Той се опитва да премахне класовото разделение, което смята за вредно, и да го замени с корпоративно. Дори парламентът се избира така, че всяка корпорация има квота. Най-големият успех на диктатора са споразуменията с папата от 1929 г. (т. нар. Латерански договори), с които се създава миниатюрната държава Ватикана. Така след 60-годишна пауза папата отново придобива светска власт. И един друг успех от тази епоха силно вълнува италианците – през 1934 и 1938 г. страната печели световното първенство по футбол. Мусолини използва това, за да укрепи доверието към фашистката власт.

### Втората световна война
В началото Мусолини е враждебен към тоталитарния режим на Хитлер в Германия и го смята за дивашки. Той участва във Фронта от Стреза (1935), чиято цел е да спре германския възход. Скоро обаче нещата се обръщат. През 1936 г. Италия напада Етиопия, за да се докаже като велика сила и като отмъщение за поражението при Адуа от март 1896 г. Този път нищо не може да спаси африканската страна от армията от танкове и съвременни оръдия. Обществото на народите осъжда Мусолини, а той го напуска. Оттогава започва свличането на италианския диктатор към Хитлер. Двамата заедно подкрепят генерал Франко по време на Испанската гражданска война и Италия изоставя своята мирна външна политика в полза на безразборната агресия. През 1938 г. тя анексира Албания, а през 1939 става военен съюзник на нацистите чрез Стоманения пакт. Мусолини има ключова роля по време на Мюнхенската конференция през септември 1938 г., като осигурява Судетската област за Хитлер.
Когато започва Втората световна война (1 септември 1939), той се въздържа от непосредствено включване, но когато се очертава германската победа над Франция, изкушението става неудържимо. На 10 юни 1940 г., 100 часа преди да се подпише примирието, Италия обявява война на Франция и веднага получава пет-шест парченца от територията ѝ, докато земите до река Рона са окупирани. На 27 септември тя се включва в Тристранния пакт (Оста) с Германия и Япония. Към този момент Мусолини изглежда е открил своето място на политическата карта и смята да превърне страната си в достоен партньор на Нацистка Германия.
Провалите започват още на следващия месец. Италия напада Гърция, но търпи унизително поражение. Това принуждава Хитлер да започне войната на Балканите и се отразява на цялостната му военна стратегия, доколкото забавя с един месец предвиденото настъпление срещу СССР. В същото време военни действия започват и в Северна Африка, между италианската Либия и британския Египет. След кратки успехи италианците са изтласкани и Хитлер отново и с крайно нежелание се налага да помага. Той изпраща един от най-добрите си генерали Ервин Ромел да спре англичаните. Тук сраженията се проточват до 1943 г., когато се провежда Операция „Факел“ – англо-американския десант в Мароко и Алжир. Скоро съюзническите войски стигат до Тунис и през юли се прехвърлят в Сицилия. Шокът в Италия е толкова голям, че режимът на Мусолини, който е изглеждал непоклатим, рухва като пясъчна кула. Начело на правителството застава Пиетро Бадолио, също фашист. Ситуацията изглежда катастрофална и Хитлер за пореден път се намесва – армията му окупира Северна и Централна Италия, освобождавайки арестувания Мусолини, докато кралят и новото правителство бягат при съюзниците на юг.
Официално в окупираната част на Италия е създадена нова държава – Италианската социална република, на която Мусолини е президент. Тя остава известна в историята като Република Салό, по името на градчето, откъдето е управлявана. В действителност тя е фиктивна държава, параван, който прикрива германската власт и затова срещу нея се развива мощно партизанско движение. През 1945 г. съюзниците покоряват републиката, а Мусолини е заловен от партизаните и обесен. Така приключва неговото 22-годишно управление. Италия се оказва окупирана и управлявана от контролен съвет с представители на СССР, САЩ, Великобритания и Франция. Според Парижкия мирен договор от 1947 г. тя губи само полуостров Истрия и град Задар. Окупацията е свалена и тя може да се върне към нормалния си политически живот.

### Следвоенна Италия: от Де Гаспери до Берлускони
През 1945 г. не без помощта на окупационните власти министър-председател на Италия става християн-демократът Алчиде де Гаспери. Антипод на Мусолини, той е описан от Пол Джонсън така: „…висок и изключително слаб, с намръщена физиономия като служебно куче.“ Тъй като в това време италианското общество силно е олевяло, той си поставя за цел да държи комунистите извън властта. Оформят се четири основни партии – Християн-демократическата (ХДП), Либералната (ИЛП), Социалистическата (ИСП) и Комунистическата (ИКП). Противно на очакванията първите избори през 1946 г. са спечелени от ХДП, но тя няма мнозинство и левите сили определят характера на първата италианска републиканска конституция. Според нея парламентът е всевластен, което е фатално, тъй като пропорционалната система не позволява там да се формира мнозинство. Ето защо Италия става нестабилна държава, вечно обречена да стои на заден план.
При де Гаспери тези недостатъци още не личат. Италия осъществява малко „икономическо чудо“ в промишлеността, става съосновател на НАТО и ЕОВС. След оттеглянето му през 1953 г. балансът се запазва известно време по следния начин: ХДП неизменно дава министър-председателите и има мнозинство, а социалистите я подкрепят. Само че с всеки нови избори депутатите християн-демократи намаляват и през 1963 г. за първи път в правителството на Алдо Моро участват социалисти. Това „отваряне наляво“ не проработва дълго, тъй като политическата криза се задълбочава. През 1976 г. дори гласовете на двете партии не стигат, за да се създаде правителство. Налага се комунистите да участват, но САЩ категорично възразяват (според тях това би било опасно за НАТО). Постига се „исторически компромис“, при който ИКП подкрепя кабинета без да участва. През 1981 г. за първи път е назначен премиер не от ХДП, а от 1983 до 1987 г. управлява единственият в история премиер социалист – Бетино Кракси.
Като страна основател на Европейската икономическа общност, Италия се ползва от солидни субсидии. Парите обаче безотговорно се пилеят, вихри се огромна корупция. Това срива авторитета на държавата както пред партньорите, така и вътре. Заговорва се за Танджентополи – град на корупцията. В началото на 90-те години група млади прокурори, водени от Антонио ди Пиетро започват Операция „Чисти ръце“ и се оказва, че целият политически елит е замесен. Съдиите издават множество присъди и стари, заслужили политици отиват в затвора. Трагедията става пълна, когато либералът Джовани Леоне се самоубива, Бетино Кракси бяга в Тунис, а Джулио Андреоти получава доживотна присъда (той умира в затвора през 2013 г. на 94-годишна възраст). На фона на рухващата политическа система се появява една това сила – това е партията Форца Италия на милиардера Силвио Берлускони. През 1994 г. той печели изборите и става министър-председател, като до 2011 г. три пъти заема този пост (общо 9 години).

### Новата партийна система и днешните предизвикателства
С идването на Берлускони на власт в Италия се говори за Втора република, в смисъл, че се изгражда нова партийна система. Конституцията обаче остава непроменена и правителствата са все така кратки и нестабилни. Разнообразието на партии нараства и в изборите вече участват коалиции (лявоцентристи и дясноцентристи), в които идеологията е съвсем размита. През 1998 г. правителство съставя Романо Проди (център-ляв политик), продължен от Масимо д’Алема. От 2001 до 2006 г. на власт отново е Берлускони, подкрепен от центристки и десни сили. На изборите от 2006 г. съюз от 11 партии връща Проди на власт. Състоянието на нестабилност изглежда донякъде преодоляно през 2014 г., когато три центристки партии издигат Матео Ренци за премиер. Неговото правителство е интересно в много отношения – то е най-младото като средна възраст в следвоенна Италия, в него участват много жени и предлага серия реформи, включително по изборната система, данъчна и на администрацията. Провалът на този кабинет през 2016 г. отваря път за популисткото правителство на Джузепе Конте, доведено на власт поради недоволството на народа от бежанската вълна, засегнала страната по време на финансовата криза. Конте е подкрепен от Движение „Пет звезди“ и Северната лига и провежда политика на конфликт с ЕС поради повишените разходи. Кабинетът подава оставка през септември 2019 г.